# Pimp My Carroça

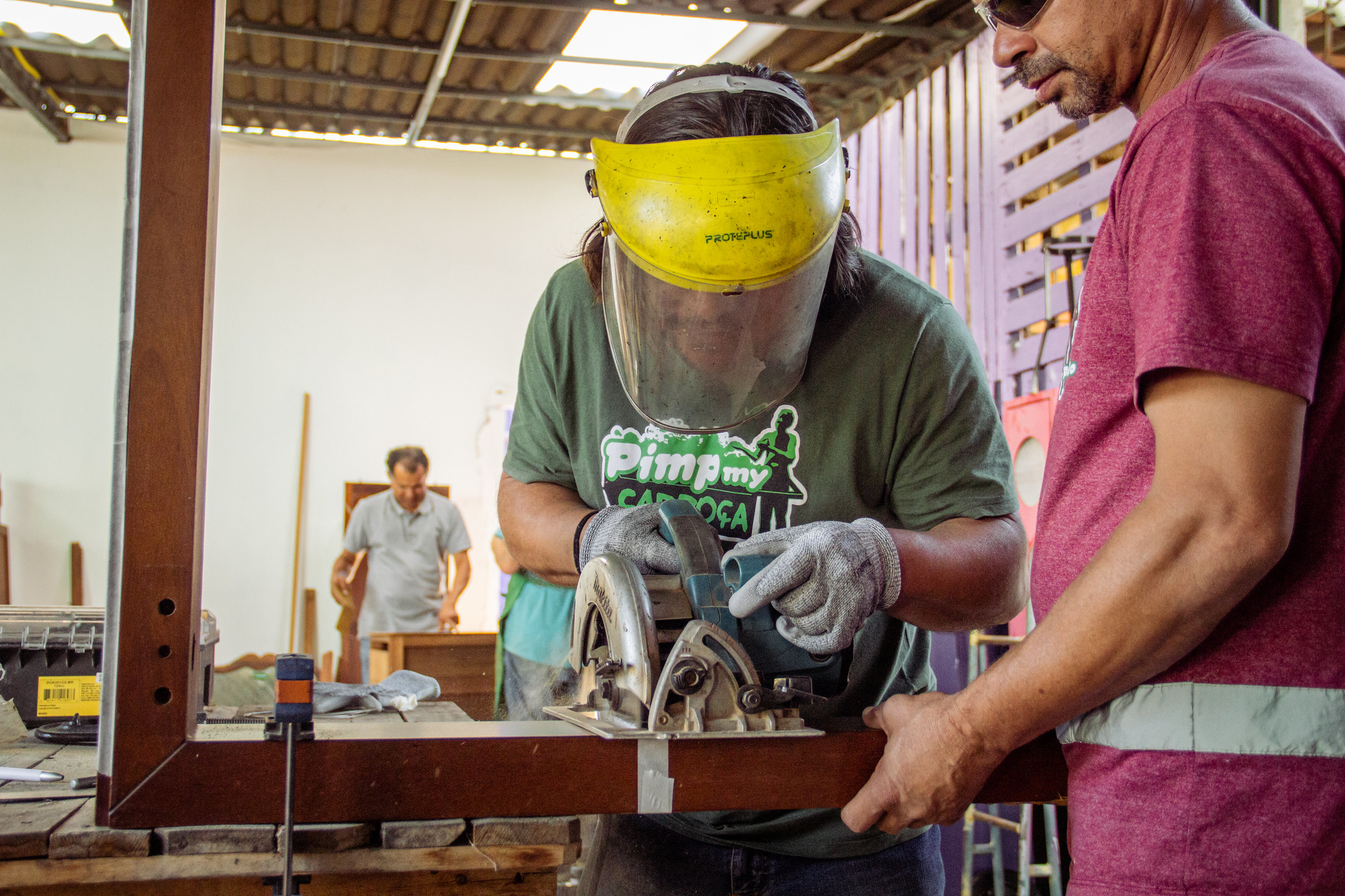
O Pimp My Carroça oferece serviços de reparos, construção e personalização de carroças para catadoras e catadores em seu Galpão na Barra Funda, Zona Oeste da cidade de São Paulo

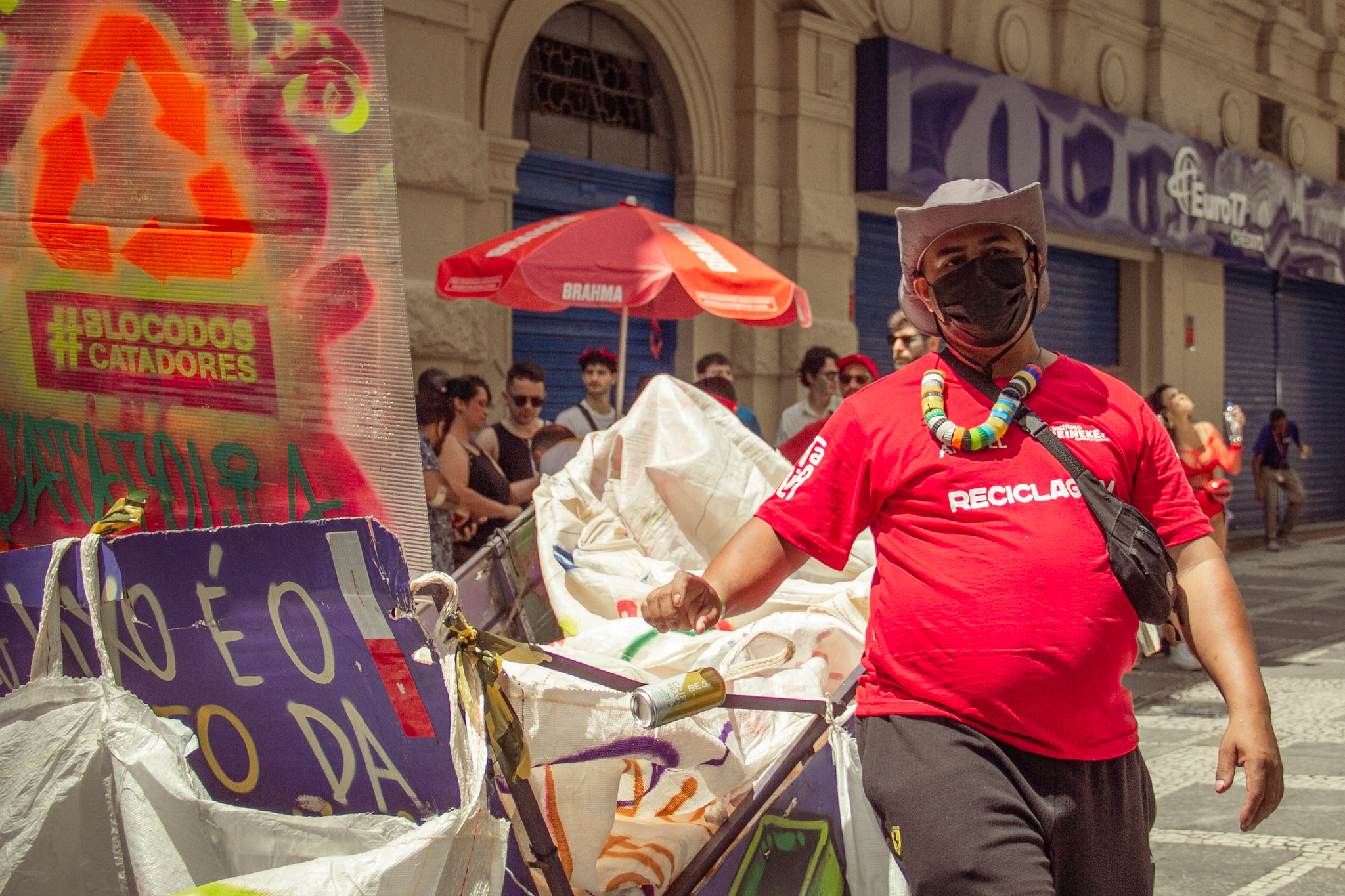
Catadores são responsáveis por 90% de tudo que é reciclado no Brasil, mas são invisibilizados pelo poder público e por empresas na hora de contratarem serviços de gestão de resíduos.

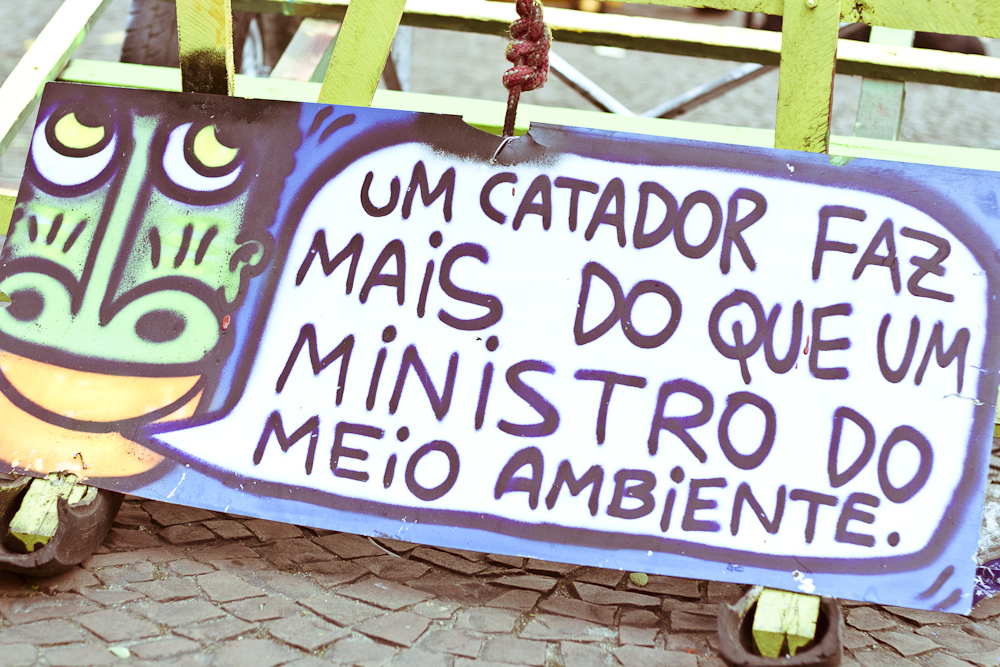
Um das frases grafitadas que ficaram conhecidas.

Pimp My Carroça é uma iniciativa de intervenção artística que se transformou em ONG, utiliza a técnica do grafite para estilizar carroças de catadores de materiais recicláveis como forma de expressão e dar visibilidade para esses trabalhadores. Foi iniciada pelo grafiteiro e ativista social Mundano e começou a ficar conhecida após as intervenções com frases críticas sobre a importância do trabalho dos catadores de materiais recicláveis, bem como desenvolvimento do aplicativo Cataki.
A iniciativa também entregou carroças movidas a motor elétrico para os trabalhadores. Com a Pandemia de COVID-19 no Brasil o projeto se organizou em uma campanha para garantir uma renda mínima para esses trabalhadores catadores de materiais recicláveis, o projeto ficou conhecido como “Renda Mínima Pros Catadores na Pandemia” e obteve o reconhecimento por meio do prêmio Empreendedor Social da Folha de S. Paulo.

## Sobre o Pimp My Carroça
Tudo começou em 2012 no Largo da Batata, em São Paulo/SP, com o Pimp My Carroça em Circuito, o tradicional evento que reforma e pinta carroças, além de atividades culturais e de saúde. Foram dez anos desenvolvendo projetos, programas e ações para fortalecer as catadoras e catadores de diferentes formas. Em 2023, o Pimp My Carroça completou 11 anos de existência na luta por visibilidade e remuneração justa para catadoras e catadores de materiais recicláveis, com foco nos profissionais que realizam esse trabalho de forma individual ou autônoma - em maior situação de vulnerabilidade social.
Foram centenas de ações desde o Pimpex, onde pessoas físicas podem financiar uma carroça para uma catadora ou catador, até o Pimp Nossa Cooperativa, onde transformamos as cooperativas em museus de arte urbana com a ajuda de artistas e empresas. Além disso, o Pimp My Carroça tem fortalecido outras áreas de atuação para ter mais incidência. A Assistência Social, Mobilização, Embaixadores e Voluntariado são áreas proeminentes para o cumprimento de nossa missão, baseados nos pilares do artivismo, tecnologia e participação coletiva.

## Artivismo, tecnologia e participação coletiva em prol das catadoras e catadores de materiais recicláveis
O Pimp My Carroça surge em 2012 a partir de um evento colaborativo no Vale do Anhangabaú. Foram reformadas e pintadas carroças de catadoras/es de materiais recicláveis, além de atendimento de saúde e atividades culturais. Nos últimos 10 anos, foram criados diversas áreas, programas e ações com base em nossa missão: promover visibilidade e a remuneração justa de catadoras e catadores de materiais recicláveis.

## Programas
1. Embaixadores: O Programa de Embaixadores visa expandir a rede de atuação e impactos em prol da melhoria da qualidade de vida e visibilidade das catadoras e catadores de materiais recicláveis, por meio de pessoas ativas e interessadas nas causas sociais e ambientais promovidas pela organização. As(os) Embaixadoras(es) são representantes do Pimp My Carroça, multiplicadores de campanhas, articuladores de movimentos de ativismo em prol de catadores, e com perfil para captar parceiros e empresas para apoiar nossos projetos/programas.
2. Voluntários: O programa de voluntariado do Pimp My Carroça existe para dar capilaridade às nossas atividades através da participação coletiva e é interdisciplinar. De diferentes formas, ocupamos a força de trabalho voluntário em nossas atividades. Seja através de atividades pro-bono ou com mão na massa em projetos e ações pontuais, sempre contamos com diferentes pessoas para colaborar na luta pela visibilidade e remuneração justa das catadoras e catadores.
3. Assistência Social: A assistência social surgiu recentemente no Pimp My Carroça para, com a lógica do A.M.O.R. (Acolher, Monitorar, Orientar e Ressignificar), desenvolver estratégias no atendimento social de catadoras e catadores, promovendo redes de apoio para essas pessoas e suas famílias, facilitação em burocracias em órgãos do Estado e acompanhamentos para demandas do dia-a-dia, como visitas médicas, doações e processos judiciais.
4. Mobilização: A área de mobilização do Pimp My Carroça é um dos nossos eixos principais de nossas comunidades. Fundamentada no pilar da participação coletiva e do artivismo, é através da mobilização que conseguimos manter nossa rede de catadoras e catadores ativos e bem informados, como nossa ponta de lança nas ruas para acompanhar esses profissionais, além de contribuir para organizar a participação de outros grupos em nossas atividades, como voluntários, artistas, doadores e nossos colaboradores.

## Projetos
1. Pimp Nossa Cooperativa: O Pimp Nossa Cooperativa é um projeto de revitalização das cooperativas de reciclagem. A iniciativa promove as pinturas de murais artísticos por artistas atuantes na região do local escolhido, também fazemos a sinalização de segurança do trabalho no piso e paredes da cooperativa. Além das pinturas, os catadores e suas famílias participam de atividades culturais, como shows, intervenções teatrais e oficinas. A ideia é agir diretamente no ambiente de trabalho, deixando-o mais colorido e seguro.
2. Pimp My Carroça em Circuito: Nessa ação do Pimp My Carroça, fazemos a reforma estrutural das carroças/ carrinhos e a pintura artística chamando artistas da região para atuarem no evento. Além disso, entregamos equipamentos de segurança ao catador.Para este evento, contamos com diversos voluntários para auxiliar durante toda a ação, além de apoio n o atendimento de bem-estar e saúde dos catadores e suas famílias. Organizamos também shows e oficinas para todos os públicos, ou seja, um dia com muita arte e cultura,fomentando a arte, o consumo consciente e a importância da reciclagem na sociedade.

## Ações
1. Pimpex: O Pimpex é uma tecnologia social que atende catadoras e catadores de materiais recicláveis por meio de reformas e pinturas artísticas nas carroças e entregas de kits de segurança do catador. A viabilização financeira para o Pimpex pode acontecer com financiamento coletivo, financiamento direto ou patrocínio. Desenvolvemos um passo a passo para que qualquer pessoa possa promover um Pimpex.
2. Ações Artivistas: Nossas Ações Artivistas são intervenções urbanas que levam a arte até a rua pra combater o descaso público e privado diante dos profissionais da reciclagem. Incontáveis contradições orbitam e permeiam o trabalho dos catadores, os agentes mais importantes e menos valorizados da cadeia da reciclagem. As Ações Artivistas são mais uma forma – a mais papo reto delas – que encontramos de escancarar essas contradições e fortalecer esses profissionais. Ações rápidas, de baixo custo e alto impacto, simples na execução mas profundas na reflexão que provocam. O público-alvo dessas intervenções são não apenas os catadores, mas os transeuntes, os motoristas, o poder público e o privado, ou seja: a própria cidade.
3. Desafio Pimp: O Desafio Pimp é uma ação de vivência integrativa que busca aproximar equipes corporativas de catadores de materiais recicláveis. Divididos por equipes e sob orientação de um catador, os participantes coletam materiais recicláveis nas ruas e é declarada vencedora a equipe que coletar uma quantidade de material que gere o valor mais alto pela comercialização dos recicláveis.
4. Oficina Pimp: A “Oficina Pimp” é uma tecnologia social do Pimp My Carroça que consiste em reformar a estrutura de uma carroça (ou realizar a doação de uma nova), aplicar grafite na carroceria, bem como atendimento para promoção da saúde e bem-estar dos catadores participantes. Ao ter sua ferramenta de trabalho reformada e transformada numa obra de arte ambulante, os catadores e catadoras melhoram sua autoestima e despertam o interesse das pessoas, que passam a interagir mais e respeitar o trabalho desses profissionais.
5. Pimp Educa: Catadores são mestres em reciclagem. Partindo desse pressuposto, faz todo sentido que eles estejam presentes também em escolas, universidades e quaisquer outros espaços educativos. É pra isso que criamos o Pimp Educa, uma forma de reconhecer o catador como o que ele já é: um verdadeiro especialista em educação ambiental. O Pimp Educa é um programa de formato flexível, mas em sua forma ideal ele funciona da seguinte maneira: a catadora ou catador vai na instituição fazer uma palestra contando sobre o dia a dia da sua profissão e ainda recebe uma carroça nova, ou uma reforma e pintura. É uma oportunidade dupla: enquanto o catador compartilha seu conhecimento, a nova geração aprende a não cometer os mesmos erros de seus pais.

## Cataki

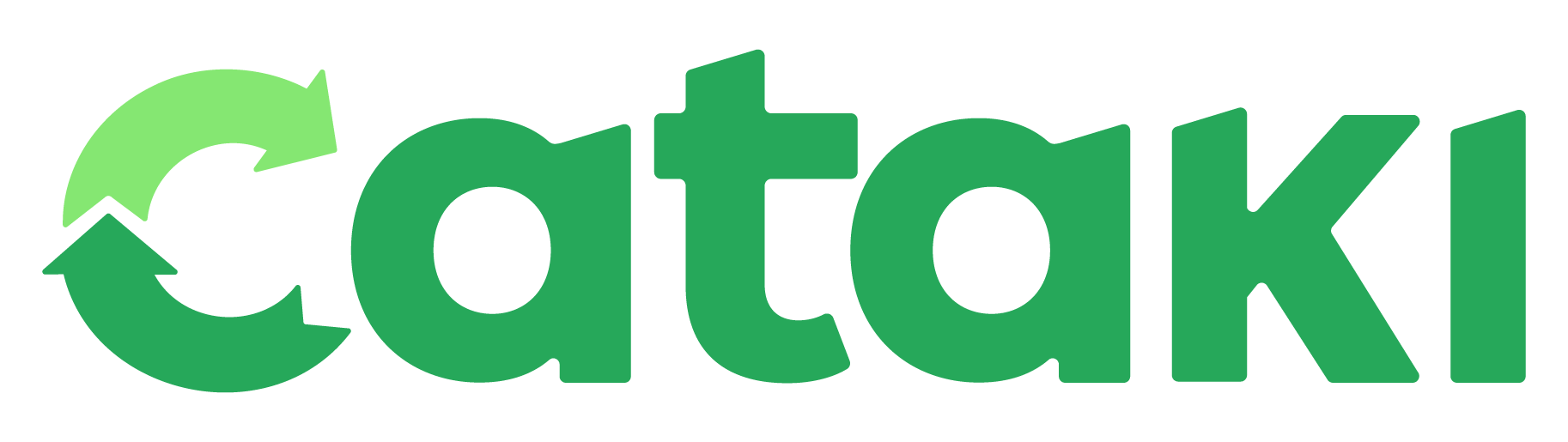
Logo Cataki

Os envolvidos no projeto Pimp My Carroça trabalharam na criação e lançamento de um aplicativo de reciclagem que permite que pessoas com resíduos recicláveis entrem em contato com catadores e catadoras. Dessa forma, esses profissionais podem realizar a coleta e o descarte responsável na região enquanto garantem sua renda. O aplicativo Cataki foi lançado em 2017 e, atualmente, já conta com mais de 1300 usuários no Google Play.

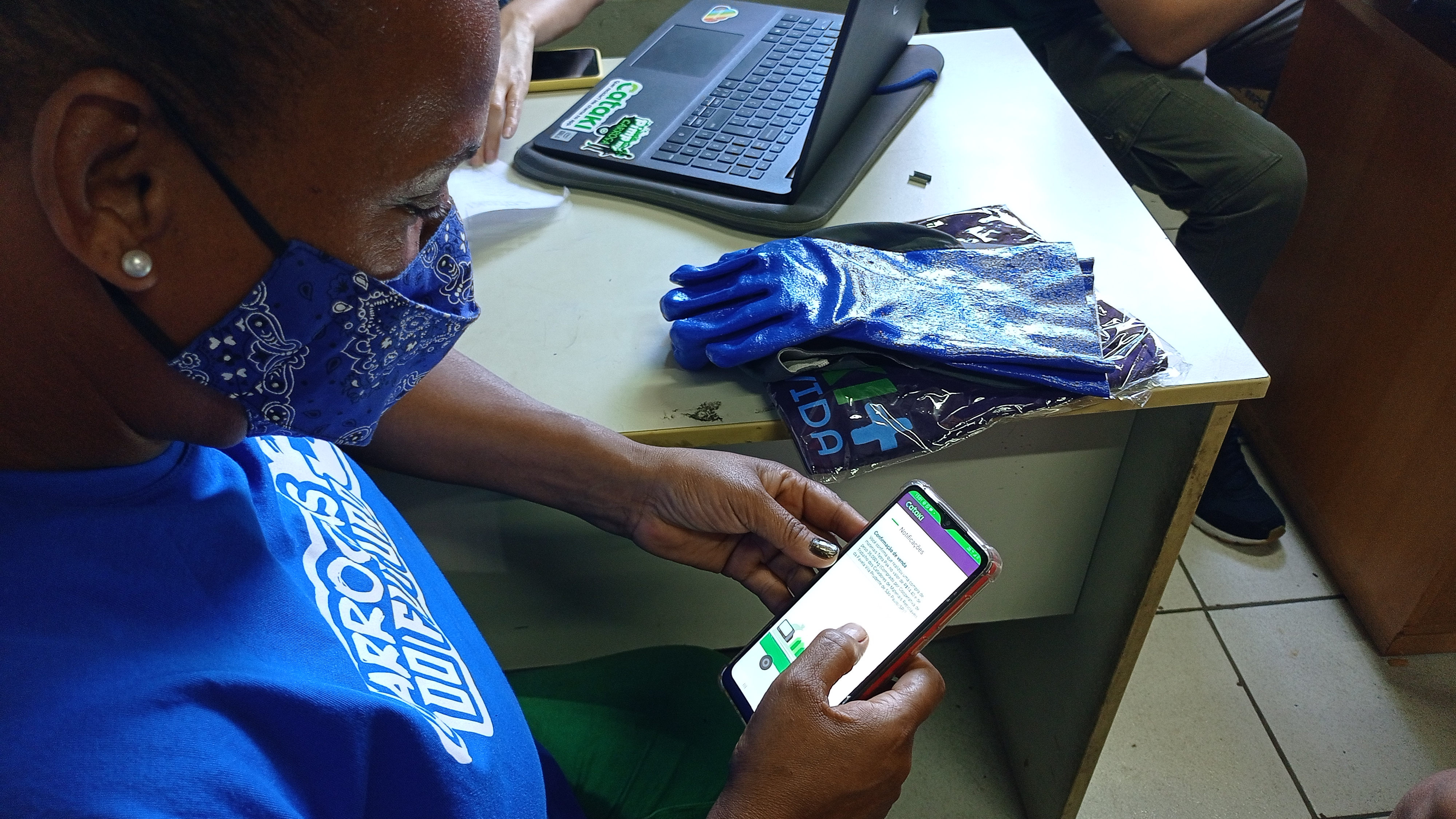
O Cataki é uma tecnologia social que serve para promover a inclusão de catadoras e catadores de materiais recicláveis nas cadeias da reciclagem através de reconhecimento e remuneração justa.

O Cataki é uma das unidades do Movimento de Pimpadores e trabalha, através de tecnologias sociais, na conexão entre diferentes atores da cadeia de reciclagem. Desde geradores e catadores, que é como começa o aplicativo - uma grande lista telefônica, até catadores e compradores, como o projeto Cataki+, que aumenta a taxa de reciclagem de resíduos de baixa comercialização.

### Tecnologias sociais para fortalecer catadoras, catadores e toda a cadeia da reciclagem
Fundado em 2017, como um aplicativo que foi reconhecido como o “Tinder da Reciclagem” por conectar pessoas e empresas interessadas em fazer sua reciclagem com catadoras e catadores de sua região, o Cataki desenvolveu outras atividades para além da conexão digital. Entre elas estão o programa Cataki+, que tem na sua primeira versão o Cataki+ Longa Vida, voltado para as Embalagens Longa Vida, e a Gestão de Recicláveis em eventos.

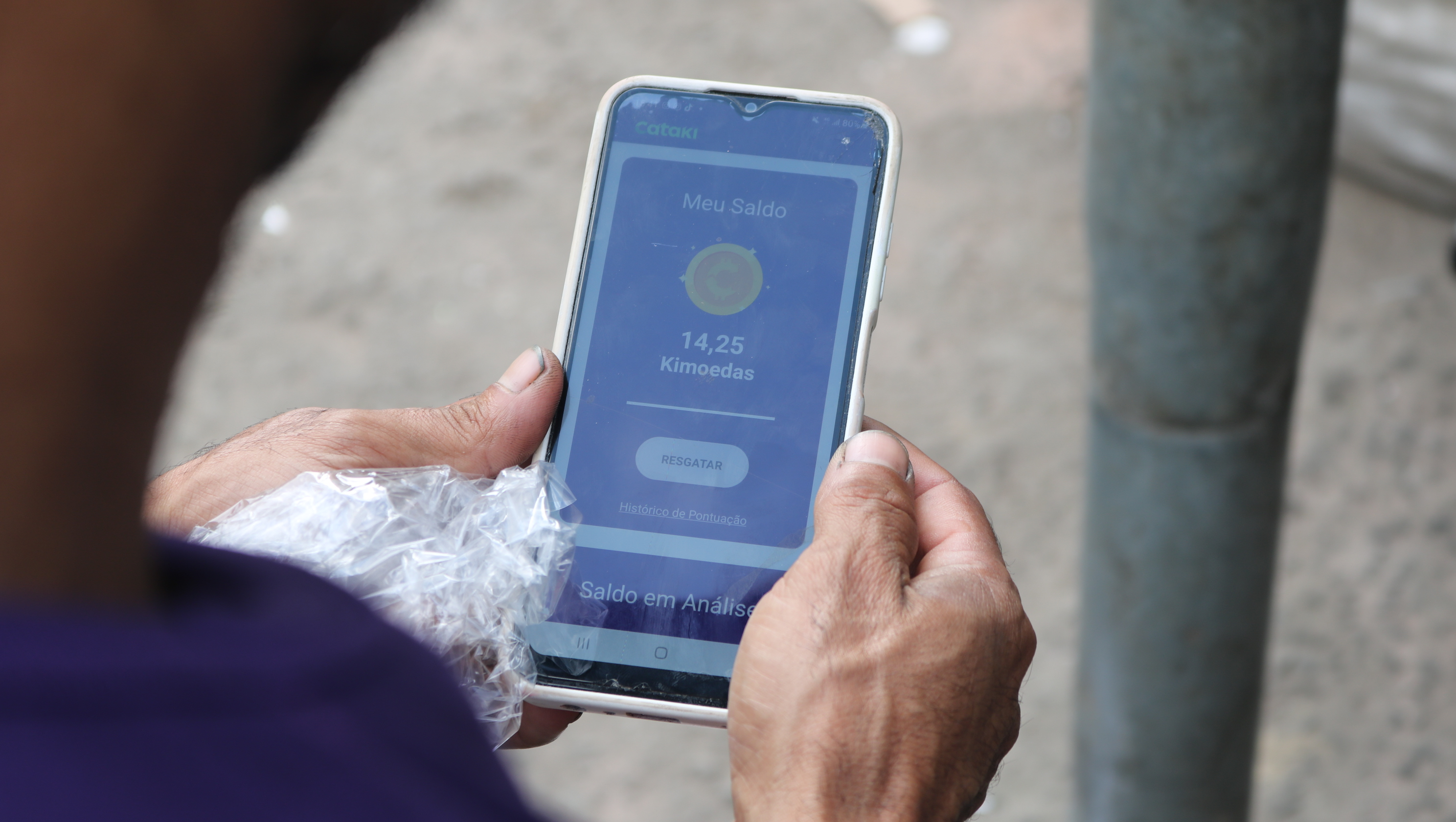
Através do programa Cataki+, catadores podem receber bonificações por materiais que tem pouco valor no mercado

Desde 2021, o Cataki+ Longa Vida, mais no detalhe, realiza a ponte entre a empresa que produz embalagens que não tem compradores (neste caso, a Tetra Pak), cooperativas, depósitos e as catadoras e catadores que podem aumentar sua renda através da comercialização desses produtos que deixam de coletar naturalmente. 
Em 2023, a CataFolia, ação de coleta de recicláveis nos blocos de carnaval de São Paulo, foi um desses exemplos. Através de parceria com uma patrocinadora de blocos, o Cataki conseguiu contratar dezenas de catadoras e catadores para trabalharem no maior evento de rua da cidade e gerarem renda, recebendo pelo serviço ambiental prestado e pela venda dos materiais.
Pode-se entender o Cataki como uma plataforma voltada para facilitar a Logística Reversa, Economia Circular e Reciclagem Popular com protagonismo de catadoras e catadores de materiais recicláveis - principalmente as pessoas em maior situação de vulnerabilidade, que estão coletando de forma individual ou organizada.

#### Sobre o Cataki
O Cataki é mais que uma tecnologia social desenvolvida pelo Pimp My Carroça. Além do aplicativo, lançado em 2017 para conectar os atores sociais do ecossistema da reciclagem (geradores, catadores, ferros velhos, cooperativas), a unidade tem um papel fundamental na promoção da economia circular e da logística reversa com protagonismo e remuneração justa das catadoras e catadores de materiais recicláveis. Gestão de resíduos recicláveis em eventos e a promoção da taxa de reciclagem de materiais pouco reciclados através de parcerias entre agentes da cadeia são duas outras frentes da unidade.

#### Projetos
1. Aplicativo: O Cataki é uma tecnologia social desenvolvida pelo Pimp My Carroça, e lançada em 2017, que consiste numa plataforma onde catadoras/es, geradoras/es e outros agentes da cadeia de reciclagem podem se cadastrar e se encontrar conforme sua localização e tipo de trabalho que realizam. Essa tecnologia social tem como missão fortalecer a cadeia da reciclagem com a inclusão socioprodutiva de catadoras/es informais em iniciativas públicas e privadas de gestão de resíduos.
2. Gestão de Resíduos: Nossas ações de gestão de resíduos recicláveis com catadoras e catadores vão de encontro com nossa missão de promover reconhecimento e remuneração justa para esses profissionais. Em todas as oportunidades que tivemos até o momento, remuneramos as e os profissionais pelo dia de serviço, fornecendo alimentação, equipamentos de proteção individual, camiseta, calça, luvas e outros itens que contribuem para o trabalho e a autoestima dessas pessoas.
3. Cataki+: O Cataki+ Longa Vida é um programa que estimula a reciclagem de embalagens cartonadas (aquelas utilizadas nas caixinhas de leite). Em parceria com a Tetra Pak®, o programa oferece aos participantes: bônus financeiro, apoio socioassistencial e itens de segurança e qualidade de trabalho. A comercialização entre catadores individuais e as organizações parceiras representa uma das poucas iniciativas que, de fato, reconhece e inclui esses profissionais nos sistemas de logística reversa e economia circular no Brasil.

## Pimp Lab

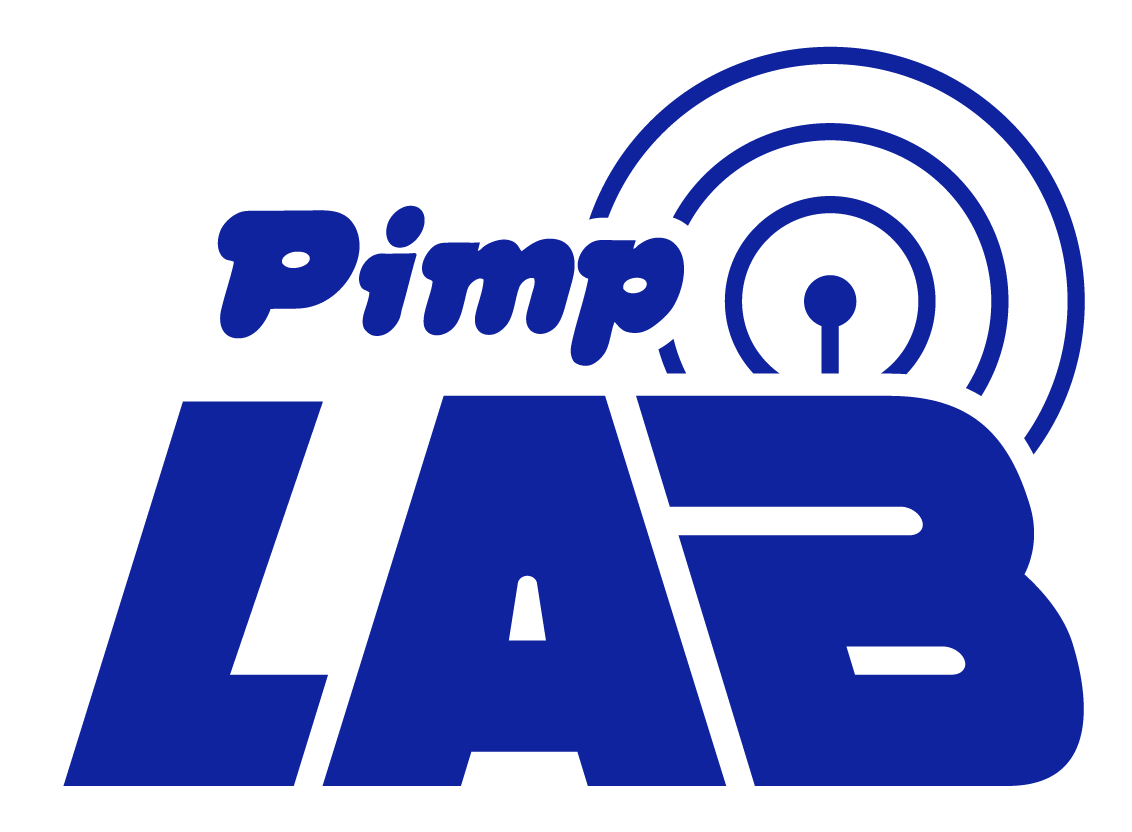
Logo Pimp Lab

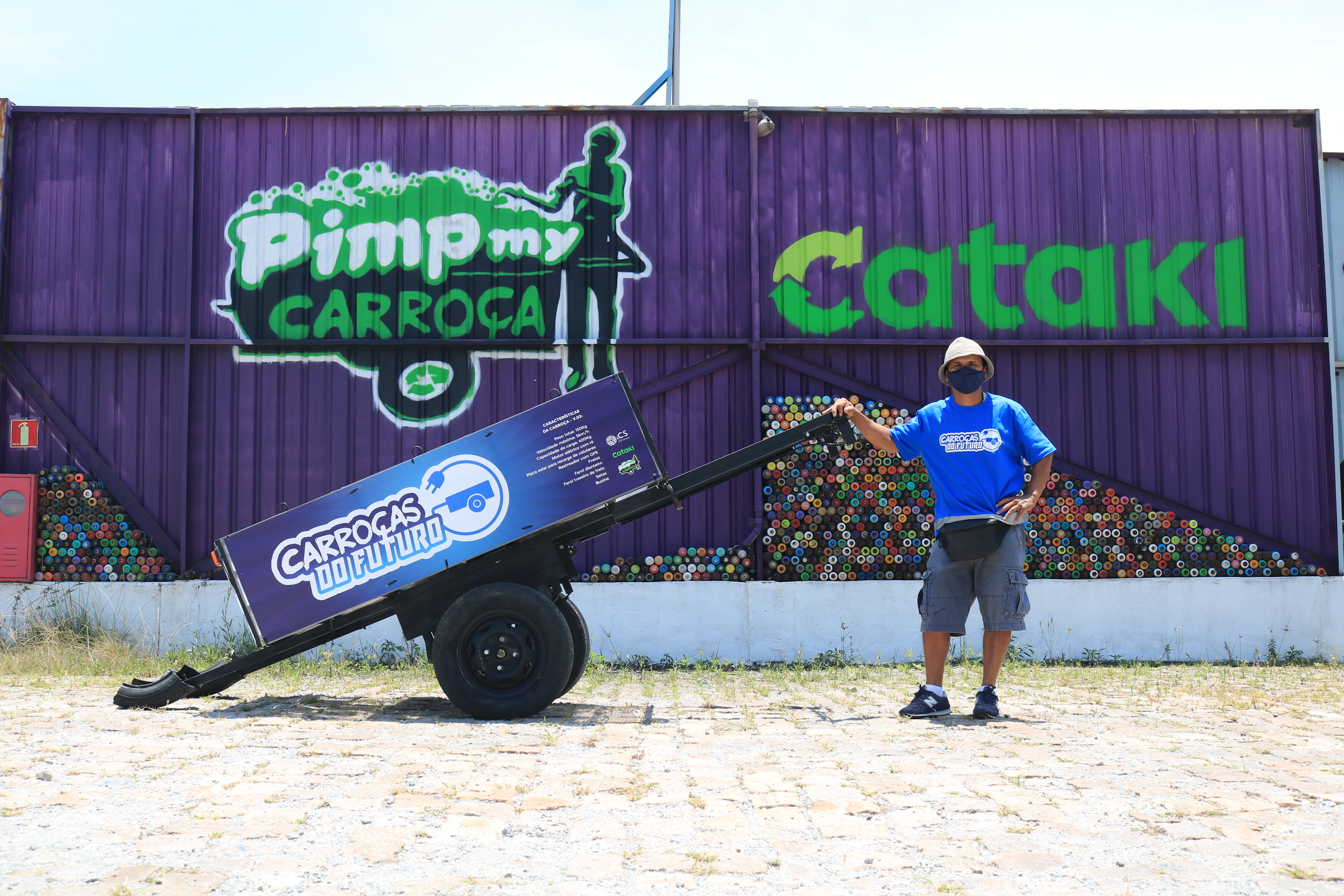
As Carroças do Futuro são carroças e triciclos elétricos, de bambu, outros materiais reutilizáveis, desenvolvidos para promover melhores condições de trabalho para catadoras e catadores de materiais recicláveis.

O Pimp Lab é a unidade mais recente do Movimento de Pimpadores, voltada para a melhoria na qualidade de vida de catadoras e catadores através da inovação social, de técnicas de reaproveitamento de resíduos e do advocacy, promovendo o protagonismo desses profissionais dentro da Economia Circular e das políticas públicas.
Inaugurado em 2023, a unidade realiza seus trabalhos desde 2019, quando começou a desenvolver o projeto Carroças do Futuro, que desenvolve novas ferramentas de trabalho (carroças e triciclos elétricos, carroças de bambu e outros materiais, por exemplo) para catadoras e catadores. Este é um projeto apoiado pelo setor de Mobilidade Elétrica do Programa das Nações Unidas para o Meio Ambiente.
Além desse projeto, que já contribuiu para a redução de danos das catadoras e catadores que utilizam essas ferramentas, a unidade desenvolveu o Pimp Estoque, que une artistas, serralheires, marceneires, catadoras e catadores para reaproveitar móveis antigos e oferecer mais opções de renda para esses profissionais.
No objetivo de construir uma rede de iniciativas de interesse e que possam compor esse grande ecossistema aliado na luta pela melhoria da qualidade de vida das catadoras e catadores através da inovação, um dos objetivos da unidade é a realização de um Mapa de Tendências. 

## Sobre o Pimp Lab

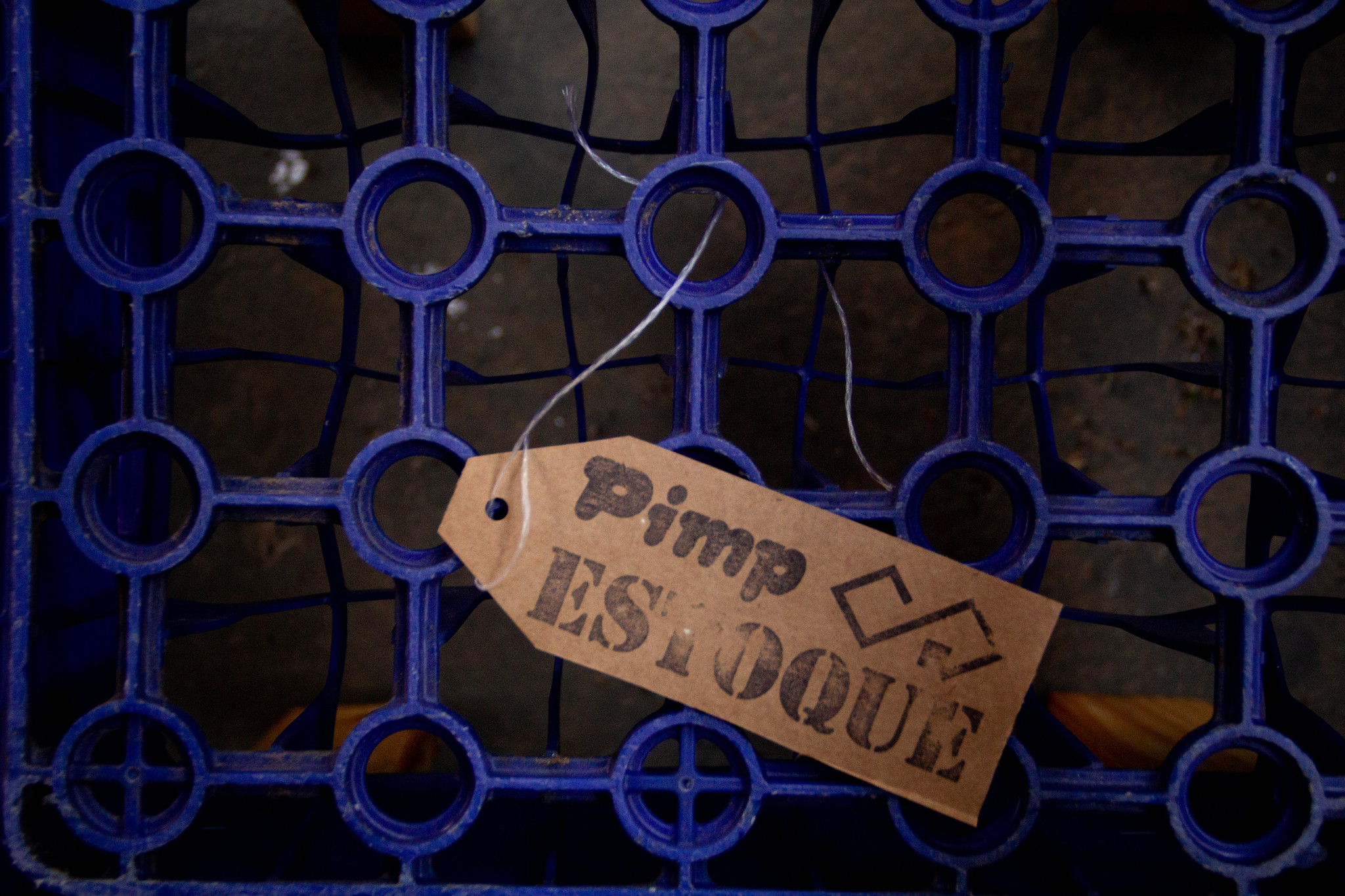
O Pimp Estoque é uma iniciativa que capacita catadoras e catadores de materiais recicláveis para recuperarem móveis usados para uso próprio e/ou geração de renda.

O Pimp Lab é um laboratório de criação e experimentação de projetos socioambientais e artivistas baseados em tendências mundiais e boas ideias, que causem impactos positivos, visando a economia circular com protagonismo de catadores, artistas e outros profissionais. Fazemos interface com inovações sociais e tecnológicas, como equipamentos e materiais mais sustentáveis, visando melhorias na saúde física e mental dos catadores e catadoras de materiais recicláveis.

## Projetos
1. Carroças do Futuro: Criação de protótipos baseados no uso de energias renováveis, como alternativa a tração humana, de baixo custo e potencial de escalabilidade. Projeto de inovação com impacto direto na qualidade de vida, condições de trabalho e geração de renda dos catadores. Carroças de bambu, elétricas, de plástico reciclado ou triciclos elétricos são produzidos e entregues para catadoras e catadores testarem.
2. Pimp Estoque: Os catadores têm recolhido diversos materiais com potencial de reutilização, e o “upcycling” pode ser uma alternativa criativa e economicamente viável para um aumento considerável na renda dos trabalhadores da reciclagem. O Pimp Estoque é uma iniciativa que pretende agregar valor aos materiais coletados pelos catadores, através da reforma, transformação e/ou customização, para posterior reutilização e comercialização, fortalecendo o trabalho de todos envolvidos - catadores, artistas e coletivos, sensibilizando a população em geral para a economia circular.
3. Mapa de Tendências: É a pesquisa, sistematização e registro das manifestações de novos pensamentos e comportamentos, que traduzam novos valores e necessidades, impactando direta e/ou indiretamente o trabalho e a qualidade de vida de catadores e catadoras de materiais recicláveis Essas tendências serão encontradas em iniciativas locais, regionais e globais, com potencial de aplicação e/ou replicabilidade no contexto de programas e projetos do Movimento de Pimpadores.

## Movimento de Pimpadores
O Movimento de Pimpadores, inscrito no CNPJ sob o no 25.340.645.0001/02, foi constituído em 29 de junho de 2016, sob a forma de associação de direito privado, sem fins lucrativos, e é a pessoa jurídica que administra o Pimp My Carroça, Cataki e o Pimp Lab. 
Este Movimento está constituído dentro do Marco Regulatório das Organizações da Sociedade Civil (MROSC) e tem entre suas principais finalidades a realização de ações de assistência social, desenvolvimento humano, cidadania, defesa e preservação do meio ambiente, colaborativismo para a transformação social, arte, cultura e desenvolvimento sustentável.
A organização do Movimento de Pimpadores é dividida em diferentes unidades. Acima está a Diretoria, juntamente com o Conselho, e abaixo estão as unidades do Pimp My Carroça, Cataki e Pimp Lab. Para apoiar essas unidades estão as áreas de Administração e Finanças, Relações Humanas, Advocacy, Captação e Comunicação. 
O Pimp My Carroça é a mais antiga das unidades, reunindo os mais tradicionais programas, projetos e ações. O Cataki surge em 2017 como um aplicativo, mas logo expande suas tecnologias sociais para além do celular. E o Pimp Lab, unidade recém-nascida, é nosso laboratório de inovação. Cada uma das unidades (Pimp My Carroça, Cataki e Pimp Lab) é dividida entre programas e projetos, sendo os programas continuados, os projetos com início, meio e fim e as ações como atividades pontuais. Saiba mais detalhes sobre cada uma das unidades nos releases abaixo.

## Prêmios e Reconhecimentos
Alguns prêmios e reconhecimentos que foram conquistados pelo projeto Pimp My Carroça e Cataki:
- 2014 - Prêmio Brasil Criativo - Categoria Artes Visuais
- 2014 - DAL - Desarrollo para America Latina - Etapa Brasil
- 2015 - Premio del Água y Saneamiento - BID-FEMSA
- 2017 - International Awards for Public Art - Hong Kong
- 2018 - Prêmio Santo Dias de Direitos Humanos - ALESP
- 2018 - Grand Prix Netexplo 2018 de Inovação Digital na UNESCO
- 2018 - Prêmio Lixo Zero – Categoria Educação & Conscientização
- 2019 - Tecnologia Social certificada pela Fundação BB (Pimpex)
- 2019 - Chivas Venture – Categoria Voto Popular
- 2020 - Empreendedor Social do Ano em Resposta ao Covid-19 - Folha de S. Paulo
- 2021 - Amigo dos Catadores (ANCAT)